# Wilmore (Kansas)
Wilmore – miasto położone w hrabstwie Comanche.